# Nothing Lasts Forever (película)
Nothing Lasts Forever (titulado: Nada es para siempre o Nunca jamás en España) es un telefilme estadounidense de drama, romance y suspenso de 1995, dirigido por Jack Bender, escrito por Gerald Di Pego, está basado en un libro de Sidney Sheldon; musicalizado por Lee Holdridge, en la fotografía estuvo Ron Orieux, los protagonistas son Gail O'Grady, Brooke Shields y Vanessa Williams, entre otros. Este largometraje fue producido por CBS Entertainment Production y The Gerber/ITC Entertainment Group; se estrenó el 4 de noviembre de 1995.

## Sinopsis
Historia de las vidas personales y profesionales de tres médicas, de distintos orígenes y estilos de vida, que trabajan en un nosocomio de San Francisco.